# Космос-1666
Космос-1666 је један од преко 2400 совјетских вјештачких сателита лансираних у оквиру програма Космос.
Космос-1666 је лансиран са космодрома Плесецк, СССР, 8. јула 1985. Ракета-носач Ф-2 је поставила сателит у орбиту око планете Земље. Маса сателита при лансирању је износила 1500 килограма. Космос-1666 је био сателит намијењен за електронско извиђање, јављање и навођење.